# Kaleńsko
Kaleńsko [kaˈlɛɲskɔ] (tiếng Đức: Kalenzig) là một ngôi làng thuộc khu hành chính của Gmina Boleszkowice, thuộc quận Myślibórz, West Pomeranian Voivodeship, ở phía tây bắc Ba Lan, gần biên giới Đức. Nó nằm khoảng 9 kilômét (6 mi) phía nam Boleszkowice, 40 km (25 mi) phía tây nam Myślibórz và 87 km (54 mi) phía nam thủ đô khu vực Szczecin.
Trước năm 1945, khu vực này là một phần của Đức. Sau Thế chiến II, khu vực này được đặt dưới sự quản lý của Ba Lan bởi Hiệp định Potsdam dưới những thay đổi về lãnh thổ mà Liên Xô yêu cầu. Hầu hết người Đức chạy trốn hoặc bị trục xuất và thay thế bằng người Ba Lan bị trục xuất khỏi khu vực Ba Lan do Liên Xô sáp nhập.
Làng có dân số 46 người.